# 茸安蒙古伸臂橋
茸安蒙古伸臂橋位於四川省阿壩藏族羌族自治州阿壩縣，文物遺址年代判定為清代。2007年6月1日公佈為四川省第七批文物保護單位。